# Jean de Shanghai et de San Francisco
Pour les articles homonymes, voir Saint Jean.
 (décembre 2020).
Si vous disposez d'ouvrages ou d'articles de référence ou si vous connaissez des sites web de qualité traitant du thème abordé ici, merci de compléter l'article en donnant les références utiles à sa vérifiabilité et en les liant à la section « Notes et références ».
Jean Maximovitch ou Saint Jean de Shanghai et de San Francisco est un religieux orthodoxe et hiérarque de l'Église orthodoxe russe hors frontières du XXe siècle, né le 4 juin 1896 à Adamkova et mort le 2 juillet 1966 à Seattle (États-Unis). Saint de l'Église orthodoxe, ses miracles lui valent le surnom de thaumaturge.

## Jeunesse et carrière ecclésiastique
Jean Maximovitch est né en juin 1896 dans le village d'Adamkova, dans la région de Kharkov. De 1907 à 1914 il étudie à l'école militaire de Poltava puis est diplômé en droit de l'université de Kharkov en 1918. À la suite de la Révolution russe, il quitte la Russie avec sa famille et s'installe à Belgrade en 1921. C'est là-bas qu'il étudiera la théologie à l'université de Belgrade dont il sera diplômé en 1925. Il est tonsuré moine l'année suivante puis ordonné Prêtre peu après. C'est le début d'une grande carrière ecclésiastique. En 1934 il est sacré évêque et se voit confier le diocèse de Shanghai, en Chine.

## Évêque de Shanghai
Jean Maximovitch trouvera à son arrivée à Shanghai un diocèse troublé par des divisions et des problèmes internes. Il déploiera toute son énergie pastorale pour réconcilier les groupes divisés et doté d'une grande charité, il fondera un orphelinat et ira lui-même dans les rues de Shanghai recueillir les enfants abandonnés, qu'ils soient chinois ou d'autres nationalités. Menant une vie ascétique, il passera ses journées dans la prière, ne s'accordant que très peu de repos et de nourriture. Il ira même jusqu'à donner ses chaussures à des pauvres, ce qui fait qu'il célébrera parfois la Liturgie pieds nus. Il ne refusait de parler à personne, prodiguant des conseils aussi bien aux paroissiens qu'aux prisonniers ou aux malades mentaux. Cette activité aurait été facilitée par le don de Clairvoyance que Dieu lui aurait accordé.
Le Diocèse de Shanghai connut de nombreux problèmes au cours de l'occupation japonaise mais c'est l'arrivée des communistes au pouvoir en Chine en 1949 qui força le Saint à quitter Shanghai, avec ses ouailles.

## Évêque de San Francisco

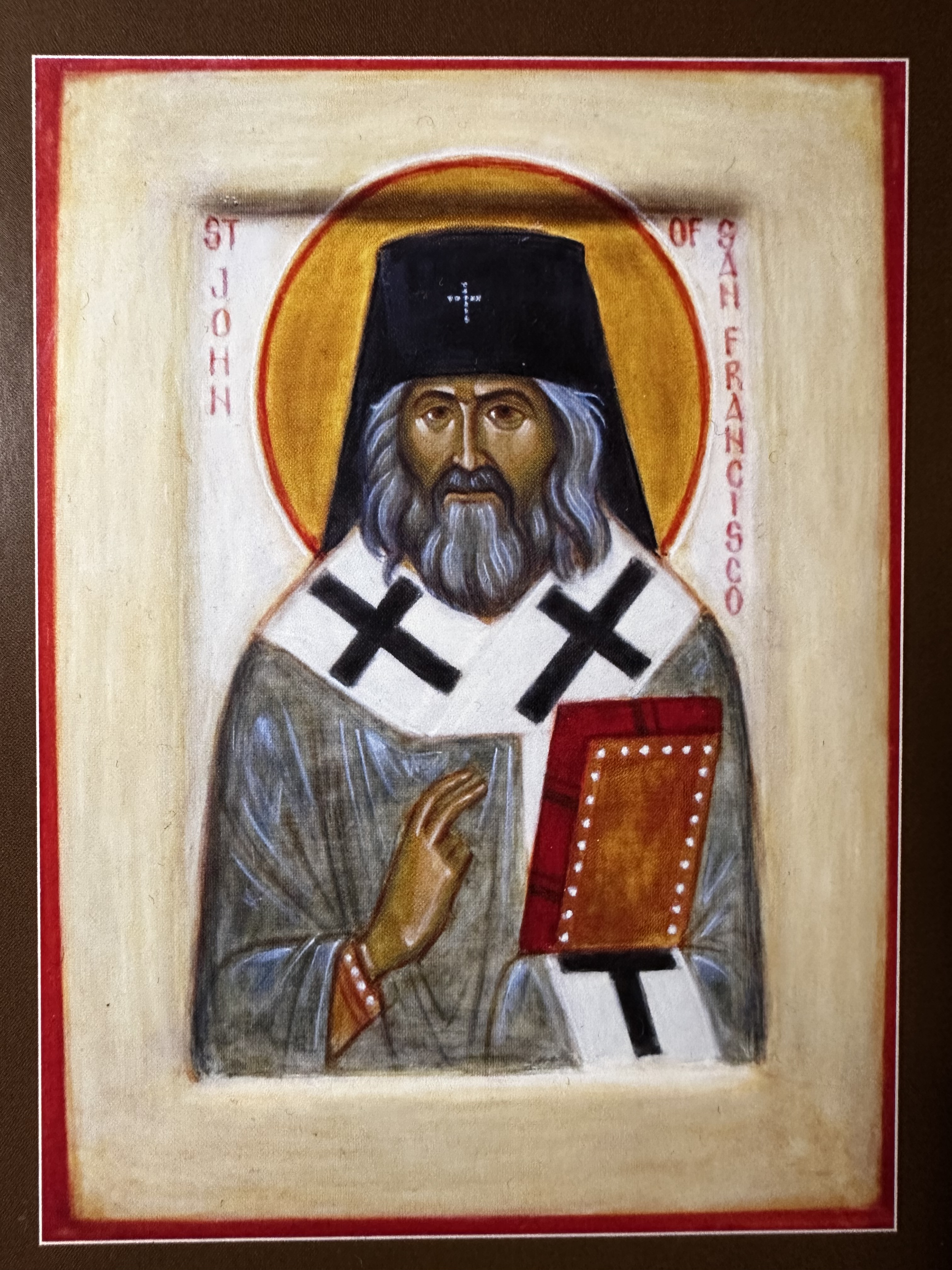
St. Jean (icon)

Jean Maximovitch et sa communauté vécurent d'abord deux ans aux Philippines avant de rejoindre l'Australie puis les États-Unis. Le Saint se rendit personnellement à Washington pour s'assurer que ses ouailles seraient bien autorisées à émigrer dans le pays, ce qui arriva. Saint Jean fut de son côté nommé à la tête du Diocèse d'Europe Occidentale avec son siège épiscopal à Paris puis à Bruxelles.
En 1963, il fut nommé Archevêque de San Francisco, et y trouva un diocèse souffrant de grandes divisions à l'image de ce qu'il avait connu à Shanghai. Calomnié par des fidèles qui lui étaient hostiles, il endura tout avec patience. Il fonda la cathédrale de la Sainte-Vierge de San Francisco en 1961.
Il mourut le 2 juillet 1966, à l'âge de 70 ans, à une date qu'il aurait prédite .
Il fut canonisé en 1994 par le Synode de l’Église russe hors-frontières et ses reliques incorrompues furent transférées dans la cathédrale de l’Église russe hors-frontières de San Francisco.

## Œuvre
- Saint Jean Maximovitch, La vénération de la Mère de Dieu dans l'Église orthodoxe, L'Âge d'homme, La lumière du Thabor.